# Landers Peaks
Die Landers Peaks sind eine Gruppe von bis zu 1000 m hohen Bergen im Norden der westantarktischen Alexander-I.-Insel. Sie ragen 6 km östlich des Mount Braun zwischen dem Palestrina-Gletscher und dem Nichols-Schneefeld auf.
Das Advisory Committee on Antarctic Names benannte sie nach Commander Robert J. Landers von der United States Navy, Pilot einer LC-130 Hercules der Flugstaffel VXE-6 bei der Operation Deep Freeze der Jahre 1965 und 1966.